# Prunus ramburii
Prunus ramburii es una especie de arbusto perteneciente a la familia de las rosáceas.

## Descripción
Es un  arbusto que alcanza un tamaño de 1-2(2,5) m de altura, caducifolio, ramoso, espinoso, intricado. Ramas gruesas, tortuosas, de corteza grisáceo-plateada; ramillas laterales ± patentes, glabras, pardo-rojizas, rematadas en espina rígida. Hojas (1)1,5-2,5(3) × 0,3- 0,6(0,8) cm, oblanceoladas, oblongo-lineares o estrechamente elípticas, de base cuneada, agudas o subobtusas, a veces acuminadas, de margen crenulado o serrulado –con glándulas pardo-rojizas–, glabras, de envés más pálido y con nerviación muy marcada; pecíolo 0,2-0,3(0,5) cm, glabro; estípulas caducas, linear- lanceoladas, con lacinias glandulíferas. Flores en fascículos de 2-4, raramente solitarias, coetáneas respecto a las hojas nuevas o que las preceden; pedicelos 7-12 mm –de 10-15(20) mm en la fructificación–, glabros. Receptáculo 1,5-2(3) mm, acopado o infundibuliforme (de ápice ensanchado), verdoso, glabro. Sépalos 1,5-2,5(3) mm, erecto-patentes o patentes, triangulares u ovados, agudos o subobtusos, de ápice ciliado-denticulado, glabros en el resto. Pétalos (3,5)4-6(7) mm, patentes o erecto-patentes, obovado-oblongos o suborbiculares, enteros o algo denticulados hacia el ápice, obtusos, glabros, blancos. Ovario glabro. Fruto 6-8(12) mm, subgloboso u ovoide, azul obscuro o negro violáceo, pruinoso; mesocarpo estrecho, de sabor ácido y áspero; endocarpo liso o algo rugoso.

## Distribución y hábitat
Se encuentra en roquedos, lugares pedregosos, setos y matorrales de las montañas; preferentemente en substratos calizos, aunque también sobre micaesquistos silíceos; a una altitud de 1200-2300(2500) metros en la Sierra de Baza, de los Filabres, Nevada y de Gádor.

## Taxonomía
Prunus ramburii fue descrita por Pierre Edmond Boissier y publicado en Elench. Pl. Nov.: 39-40 (1838)
Etimología
Ver: Prunus: Etimología
ramburii: epíteto otorgado en honor de Jules Pierre Rambur.
Sinonimia
- Prunus amygdalina Webb[3]

## Nombres comunes
- Castellano: endrino de Sierra Nevada, espino negro.[3]